# Królowy Most (gromada)
Królowy Most – dawna gromada, czyli najmniejsza jednostka podziału terytorialnego Polskiej Rzeczypospolitej Ludowej w latach 1954–1972.
Gromady, z gromadzkimi radami narodowymi (GRN) jako organami władzy najniższego stopnia na wsi, funkcjonowały od reformy reorganizującej administrację wiejską przeprowadzonej jesienią 1954 do momentu ich zniesienia z dniem 1 stycznia 1973, tym samym wypierając organizację gminną w latach 1954–1972.
Gromadę Królowy Most z siedzibą GRN w Królowym Moście utworzono – jako jedną z 8759 gromad – w powiecie białostockim w woj. białostockim, na mocy uchwały nr 11/V WRN w Białymstoku z dnia 4 października 1954. W skład jednostki weszły obszary dotychczasowych gromad Królowy Most, Kołodno, Przechody i Sofipol, obszar l.p. N-ctwa Żednia obejmujący oddziały 1—8, 10—12, 26—28, 43, 44 i obszar l.p. N-ctwa Zajma oobejmujący oddziały 26—41, 60, 70, 71, 80, 81 i 92 ze zniesionej gminy Gródek, obszary dotychczasowych gromad Zasady i Cieliczanka ze zniesionej gminy Dojlidy, oraz obszar dotychczasowej gromady Zajma wraz z obszarem l.p. N-ctwa Żednia obejmujący oddziały: 13, 29—31, 45—48 i 70 i obszarem l.p. N-ctwa Zajma obejmujący oddziały: 1—25, 42—59, 61—69, 72—79, 82—91 i 93—114 ze zniesionej gminy Zabłudów w tymże powiecie. Dla gromady ustalono 10 członków gromadzkiej rady narodowej.
31 grudnia 1959 do gromady Królowy Most przyłączono wsie Załuki, Nowosiółki i Pieszczaniki i Podzałuki ze zniesionej gromady Załuki.
1 stycznia 1972 do gromady Królowy Most przyłączono wieś Borki ze znoszonej gromady Sokołda w powiecie sokólskim.
Gromada przetrwała do końca 1972 roku, czyli do kolejnej reformy gminnej.